# Finsko na Letních olympijských hrách 1984
Finsko na Letních olympijských hrách 1984 v americkém Los Angeles reprezentovalo 87 sportovců, z toho 74 mužů a 13 žen. Nejmladším účastníkem byl Johan von Koskull (19 let, 310 dní), nejstarším pak Paavo Palokangas (40 let, 293 dní). Reprezentanti vybojovali 12 medailí, z toho 4 zlaté, 2 stříbrné a 6 bronzových.

## Medailisté
| Medaile | Jméno            | Sport             | Disciplína                    |
| ------- | ---------------- | ----------------- | ----------------------------- |
| Zlato   | Juha Tiainen     | Atletika          | Muži hod kladivem             |
| Zlato   | Arto Härkönen    | Atletika          | Muži hod oštěpem              |
| Zlato   | Pertti Karppinen | Veslování         | skif                          |
| Zlato   | Jouko Salomäki   | Zápas             | řecko-římský do 74 kg         |
| Stříbro | Tiina Lillaková  | Atletika          | Ženy hod oštěpem              |
| Stříbro | Tapio Sipilä     | Zápas             | řecko-římský do 68 kg         |
| Bronz   | Arto Bryggare    | Atletika          | Muži běh na 110 m překážek    |
| Bronz   | Joni Nyman       | Box               | váha lehká střední - do 67 kg |
| Bronz   | Rauno Bies       | Sportovní střelba | Rapid-Fire Pistol (Mixed)     |
| Bronz   | Jouni Grönman    | Vzpírání          | lehká váha - do 67,5 kg       |
| Bronz   | Pekka Niemi      | Vzpírání          | první těžká váha - do 100 kg  |
| Bronz   | Jukka Rauhala    | Zápas             | volný styl do 68 kg           |